# Ханс II фон Дона
Ханс II фон Дона (на немски: Hans II von Dohna; † 10 февруари 1516 в Йена) е благородник от род Дона, господар на Антайл, Ауербах-Верда, днес част от Бенсхайм, община Бергщрасе в Хесен.
Той е син на Ханс I фон Дона († 1450/1451), бургграф на Дона, господар на Ауербах, и съпругата му Анна фон Валденбург († 1451), наследничка на Волкенщайн, Шарфенщайн, Рауенщайн и Цшопау, дъщеря на Хайнрих фон Валденбург († 1446) и Констанца фон Плауен († сл. 1423), дъщеря на Хайнрих IX (VIII) фон Плауен († 1412/1413) и Анна фон Ризенбург († сл. 1411). Брат е на Зденко фон Дона († 1492 в Гьолч), женен за Маргарета фон Вилденфелс и пр. 1476 г. за Бригита фон Иленбург и има с нея шест деца.
Ханс II фон Дона умира на 10 февруари 1516 г. в Йена и се погребан в църквата Мария в Цвикау.

## Фамилия
Ханс II фон Дона се жени пр. 8 септември 1482 г. за Катарина Шенк фон Таутенбург, сестрата на бургграф Бернхард фон Таутенбург, близо до Йена в Тюрингия. Те имат една дъщеря:
- Магдалена цу Дона (* пр. 1490; † 1552), омъжена на 20 януари 1502 г. за граф Волфганг фон Глайхен-Бланкенхайн († 28 май 1551)